# Indies A-Go-Go
『Indies A-Go-Go From Morph Tokyo』（インディーズ ア ゴーゴー フロム モーフ トウキョウ）は、2004年8月7日から2009年9月26日までTOKYO MXで放送されていた音楽情報番組である。

## 概要
六本木「morph-tokyo」（現在は閉店）から送るインディーズのための情報番組であった。毎回ゲストとしてメジャーデビューした歌手やお笑い芸人を呼び、ピックアップバンドという名前でインディーズで活動する歌手を紹介していた。またFM宮崎、FM熊本、FM長崎の三局では2006年4月から2007年3月まで姉妹番組の「Indies A-Go-Go RADIO SHOW」が放送されていた。

## 放送時間
- TOKYO MX[1]
2004年8月7日～2009年3月29日まで
  - 土曜日 24時30分～25時

2009年4月4日～9月26日まで
  - 土曜日 26時～26時30分

- スカパー!プレミアムサービス
  - ch.267 第一興商スターカラオケ　25時～25時30分

- 宮崎放送　
  - 日曜日 25時50分～26時20分

- テレビ熊本　
  - 日曜日 26時10分～26時40分

- テレビ長崎　
  - 木曜日 26時15分～26時45分

## MC
- 好色人種
- マドリン
- kayo
- イザベル（イザベルとベネ）

## ナレーション
- AIJ

## オープニングテーマ
- Give Me Chocolate

## ゲスト

### 2004年
| #1  | JAMOSA、アホマイルド             | 8月7日   |
| #2  | コーヒーカラー、猫ひろし         | 8月14日  |
| #3  | nil、だるま食堂                  | 8月21日  |
| #4  | 山田晃士、原田17才               | 8月28日  |
| #5  | MUSHROOM、ジョン信次郎           | 9月04日  |
| #6  | ZZ、イザベルとベネ               | 9月11日  |
| #7  | びゅーちふるず、だるま食堂       | 9月18日  |
| #8  | 馬場俊英、ななめ45°              | 9月25日  |
| #9  | 真藤敬利、ハーゲンダッチュ       | 10月2日  |
| #10 | Perfect Combustion、スパルタ教育 | 10月9日  |
| #11 | ザ☆ボン、ヴィンテージ            | 10月16日 |
| #12 | ROMEO BLUE、モジモジハンター     | 10月23日 |
| #13 | ロマンポルシェ。、セクシー寄席   | 10月30日 |
| #14 | SHURIKEN、ちむりん               | 11月6日  |
| #15 | ザ・パーマネンツ、かげべんけい   | 11月13日 |
| #16 | 大田クルー、レッドキング。       | 11月20日 |
| #17 | GooseBumps、超新塾               | 11月27日 |
| #18 | 好色人種、Betty                  | 12月4日  |
| #19 | 7737、ぽってかすー               | 12月11日 |
| #20 | BUZZ BLOW、twinke wing           | 12月18日 |
| #21 | SUNSET FLIP、赤いプルトニウム    | 12月25日 |